# José Ferraz de Campos

Armas do barão de Cascalho.

José Ferraz de Campos, primeiro e único barão de Cascalho, (Itu, 1782 — Limeira, 24 de setembro de 1869. foi um proprietário rural e nobre brasileiro foi uma importante personalidade na colonização da área hoje delimitada pela microrregião de Limeira. 
Era filho do sargento-mor Antônio Ferraz de Campos e de Maria da Cunha de Almeida, casados em Itu, em 1772. Casou-se com Umbelina de Camargo na vila de São Carlos (atual Campinas). Tiveram onze filhos, dentre eles José Bonifácio de Campos Ferraz, o barão de Monte-mor, e Cândido José de Campos Ferraz, barão de Porto Feliz.
Foi agraciado com o título de barão por decreto de 14 de agosto de 1867.